# コスモスファクトリー
コスモスファクトリー(英称: Cosmos Factory)はかつて存在した日本のロックバンド。

## 概要
1968年、キーボードの泉つとむを中心に「ザ・サイレンサー」として名古屋で結成。
1970年、「ザ・サイレンサー」と「バーンズ」のメンバーが集結されバンド名「コスモスファクトリー」としてスタートする。
1973年、立川直樹プロデュースでコロムビアから1stアルバム「トランシルバニアの古城」でレコードデビュー。
1974年、EMIに移籍し2ndアルバム「謎のコスモス号」を発表。
1976年、3rdアルバム「Black Hole」を発表。この時期、ハンブル・パイやムーディー・ブルースなどの前座を務めた。
1977年、ラストアルバム「嵐の乱反射」を発表後に解散。
2001年、プログレッシブ・ロックバンド「天志音」として、仲博史（ボーカル、ドラムス）、泉つとむ「泉千」（ボーカル、キーボード）、水谷ひさし（ボーカル、ギター）、山下直樹（ベース）のメンバーで名古屋を基点にライブ活動を始める。
曽根中生監督作品をはじめ、日活映画の音楽も多数てがけている。

## オリジナルメンバー
- 泉つとむ（ボーカル、キーボード）
- 滝としかず（ボーカル、ベース）
- 水谷ひさし（ボーカル、ギター）
- 岡本和男（ドラムス）

## ディスコグラフィー

### アルバム
1. トランシルバニアの古城(1973年)
2. 謎のコスモス号(1975年)
3. Black Hole(1976年)
4. 嵐の乱反射(1977年)